# Кременчугская улица (Санкт-Петербург)
Кременчу́гская у́лица — улица в Центральном районе Санкт-Петербурга. Проходит от Тележной улицы до набережной Обводного канала. Далее продолжается Глухоозёрским шоссе, пересекая Обводный канал по Атаманскому мосту.

## История
Улица получила название 16 апреля 1887 года в честь города Кременчуг в ряду улиц Александро-Невской полицейской части Санкт-Петербурга (XIX век), названных по уездным городам Полтавской губернии и Украины. В непосредственной близости расположены также: Миргородская, Прилукская, Роменская, Днепропетровская, Черниговская, Киевская, Харьковская, Золотоношская (ныне — Профессора Ивашенцова) улицы. Указанные улицы располагаются в исторических кварталах Центрального района, территориально ограниченных Невским (так называемой его частью — Староневским) и Лиговским проспектами и Обводным каналом, разделённых по центральной оси Октябрьской железной дорогой.
Первоначально проходила от Тележной улицы до Атаманской. Примерно в 1974 году её продлили до Обводного канала.
Кремечугскую улицу пересекали два подъездных железнодорожных пути. Один переезд располагался севернее перекрёстка с Атаманской улицей (шёл в Александро-Невскую лавру), другой — возле дома 25. 18—20 декабря 2009 года переезд возле дома 25 был демонтирован. При этом на территории предприятия рельсы сохраняются (по данным на сентябрь 2014 года). Когда убрали переезд у Атаманской, неизвестно.
На протяжении большей части четной стороны улицы (около 1 км) расположены корпуса больницы им. С. П. Боткина. Переезд части корпусов больницы на Пискарёвку проведён в апреле 2017 года, после завершения переезда остальных корпусов в Купчино планировалось использовать освобождённые территории под нежилую застройку престижных бизнес-центров с учётом удобного расположения в центральной части города. По состоянию на апрель 2017 года в связи со значительным удорожанием стоимости реализации проекта больницы в Купчине, сроки полного освобождения участка от оставшихся корпусов неизвестны. В 2013 году в прессе появлялась также информация о передаче освобождаемых территорий киностудии Ленфильм для строительства аналога кинопарку Голливуда с открытыми павильонами, посещение которых возможно в рамках туристических проектов.
С 2013 года на всём протяжении между Кременчугской улицей и Военной улицей от Миргородской улицы до Обводного канала реализуются проекты комплекса жилых и административных зданий бизнес-класса и комфорт-класса «Царская Столица» и «Николаевский ансамбль». Основной доминантой жилого комплекса «Царская столица» является восстановленный в 2013 году Фёдоровский собор или собор Феодоровской иконы Божией Матери — фамильной иконы царской семьи Романовых.
Генеральным планом Санкт-Петербурга 2005—2025 гг. предусматривается на месте Товарного переулка от Кременчугской улицы строительство путепровода под или над железнодорожными путями с выходом на улицу Черняховского (в районе сада Сан-Галли), который должен разгрузить Невский и Лиговский проспекты в районе площади Восстания. Указанный долгожданный для Петербурга путепровод, вероятнее всего в виде вантового моста, разделит жилой комплекс «Царская Столица» на две части и может создать изменение визуального восприятия Кременчугской улицы.

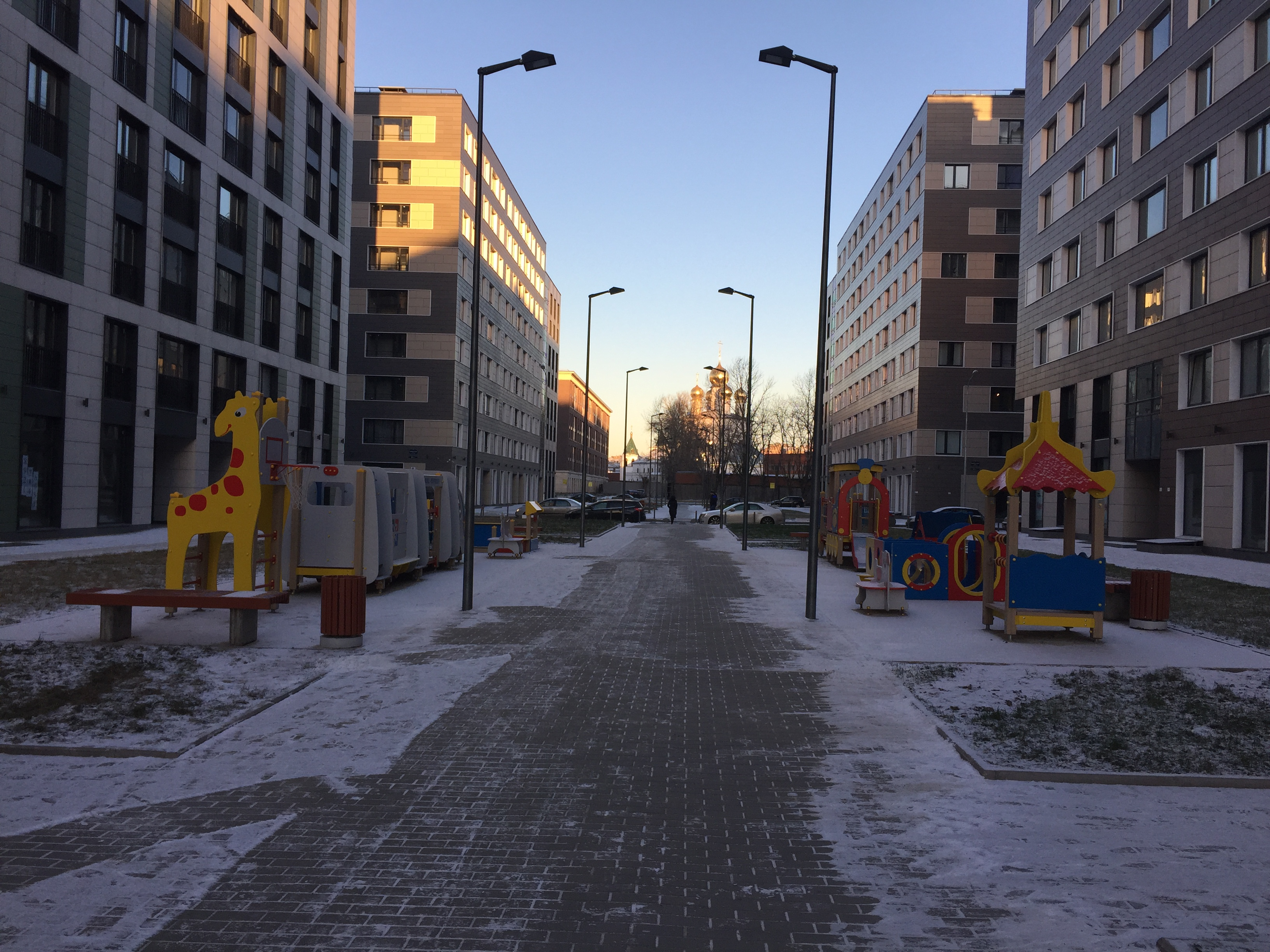
Вид на Феодоровский собор с аллеи жилого комплекса

## Здания и сооружения
Нечётная сторона:
- д. 3, 5 — жилые здания.
- д. 9, 11, 13, 15, 17, 19, 21 (корпуса 1—2) — Жилой комплекс «Царская Столица» — крупнейший комплекс жилых зданий, построенных после революции 1917 года в Центральном районе Санкт-Петербурга, объединившем в 1994 году ранее существовавшие Смольнинский, Куйбышевский и Дзержинский районы, в свою очередь созданные в 1936 году из территорий Александро-Невской, Рождественской, Литейной и частично Московской, Спасской, Казанской полицейских частей столицы. Расположен на месте нежилой промышленной застройки района, примыкающей к Октябрьской (ранее Николаевской) железной дороге и Московскому вокзалу. Первые корпуса комплекса расположены вокруг Собора Феодоровской иконы Божией Матери, построенного к 300-летию Дома Романовых в 1913 году, восстановленного в 2013 году в свой 100-летний юбилей. Комплекс территориально доходит почти до Обводного канала, доминантой на всём протяжении комплекса является Собор.ЖК «Царская Столица» в районе Товарного переулка

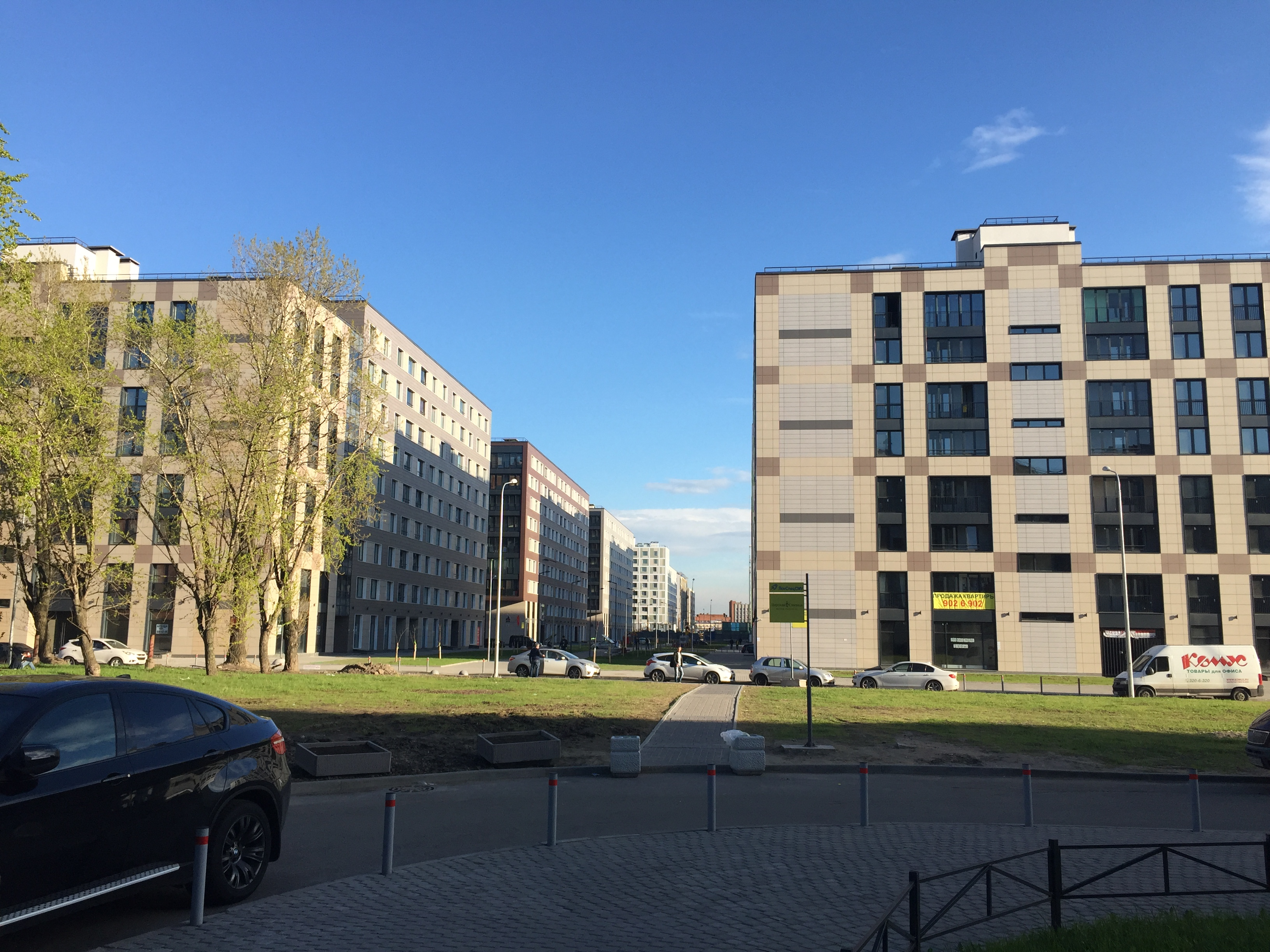
ЖК «Царская Столица» в районе Товарного переулка

- д. 25 лит. А — Здание пребывания для лиц БОМЖ Центрального района. Раньше дом был под номером 12 здесь находилось общежитие для работников железной дороги, а до этого в доме находилась столовая также для работников железной дороги. В 1976 году был расселен и реконструирован, в каком году он построен точно никто не знает.
- д. 25, корпус 1-4 — склады Октябрьской железной дороги.
- д. 27 — ГУДП «Центр» — дорожное предприятие, подведомственное Комитету по благоустройству Санкт-Петербурга.

Чётная сторона:
- Вдоль чётной стороны от Миргородской улицы до Атаманской улицы расположены корпуса планируемой с 2010 года к переезду больницы им. С. П. Боткина.
- д. 4 — патолого-анатомическое отделение при больнице им. С. П. Боткина.

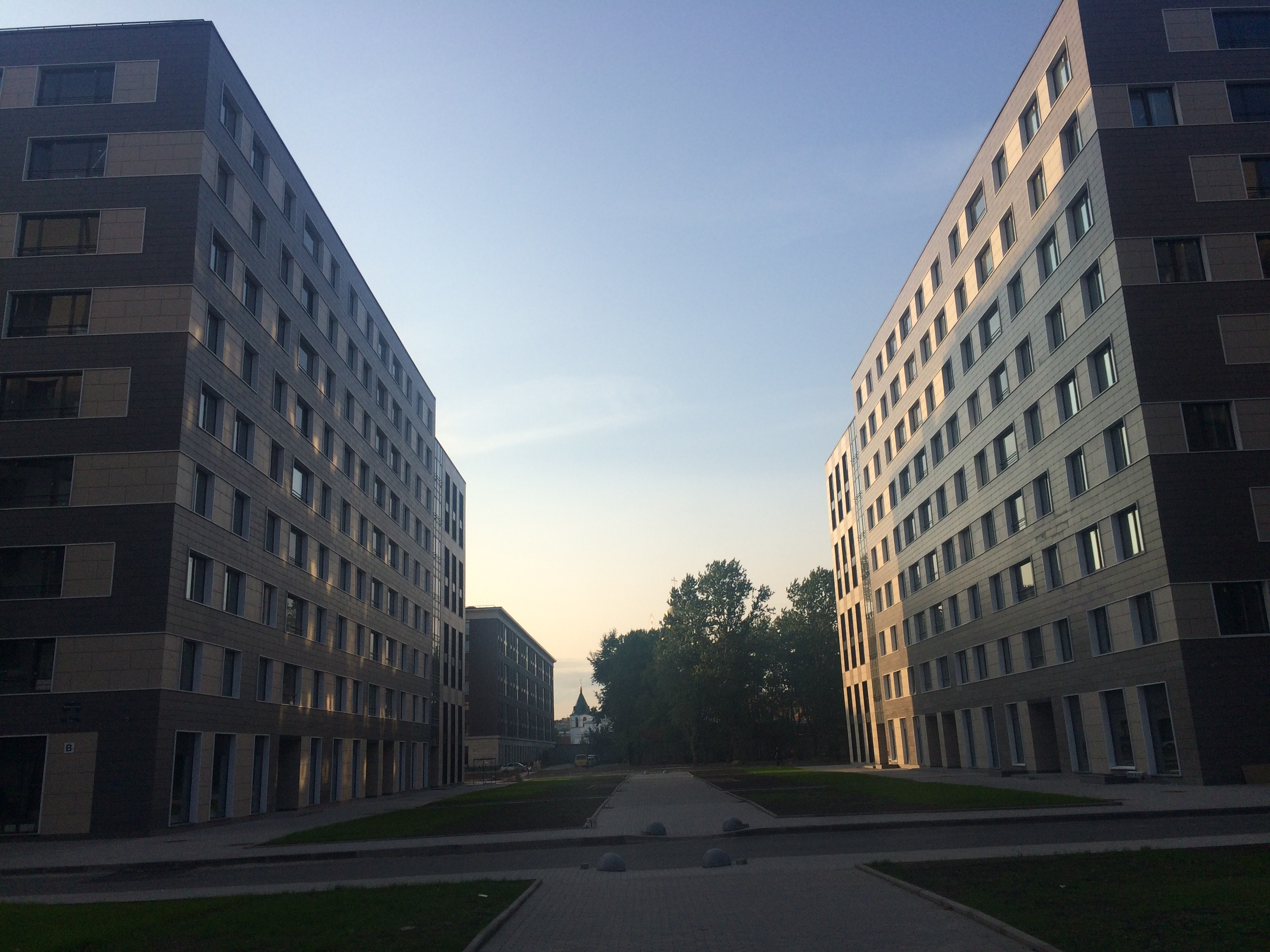
Кременчугская улица, аллея жилого комплекса

- д. 8 а — бизнес-центр.

## Транспорт
Ближайшая станция метро — «Площадь Александра Невского-2».
Автобус № 58 «Атаманская улица — ст. метро „Елизаровская“».

## Пересекает улицы
С севера на юг:
- Тележная улица
- Миргородская улица
- Товарный переулок
- Атаманская улица (ранее улица Красного Электрика), где с 1961 по 1970 года стояли деревянные дома, после чего посёлок был расселён и территория отдана в пользование Автопарку «Спецтранс». Там же находилась воинская часть для моряков, а от Кременчугской улицы до набережной реки Монастырки располагается картографическая фабрика ВМФ. С другой стороны находится территория института ОАО «Научно-производственное объединение по исследованию и проектированию энергетического оборудования им. И. И. Ползунова».
- Набережная Обводного канала